# Thury Zoltán (író)
Thury Zoltán (Kolozsvár, 1870. március 7. – Budapest, 1906. augusztus 27.) író, újságíró. Eredeti családneve Köpe volt. Thury Lajos, Thury Erzsébet, Thury Zsuzsa apja. Bächer Iván dédapja.

## Élete
Elszegényedett erdélyi család gyermeke. Ujfalussi Köpe Lajos honvédszázados fia volt, akit tízéves korában veszített el, anyja Zudor Klára. Gimnáziumi tanulmányainak elvégzése után vándorszínészként járta az országot, de ezen a pályán nem boldogult. Egyidejűleg újságíróskodott előbb Petelei István Kolozsvár című lapjánál, majd 1891 nyarán Budapesten, őszén Szegeden, s 1892 végén Pécsen. Pécsről Budapestre költözött. Laptudósítóként 2 évet töltött Németországban, főleg Münchenben (1893-1895). Ezalatt orosz és lengyel emigránsokkal került kapcsolatba és tagja lett az ottani magyar festők Hollósy Simon köré tömörült csoportjának. Budapestre visszatérve élete végéig újságíró; előbb a Pesti Napló, majd a Budapesti Napló, végül a Nap szerkesztőségében dolgozott. A magyar kritikai realizmus egyik jelentős képviselője; írásaiban az elnyomott néposztályok keserű hangja szólal meg. Mint színműíró feltűnést keltett a tisztikar valóságos életét bemutató Katonák című darabjával, melynek bemutatása ellen a hadsereg vezetősége minden erővel tiltakozott.
Látása régóta romlott, szemidegsorvadása volt. Köhögéséből pedig az orvosok arra következtettek: tüdővészes.
Nem érte meg a teljes megvakulást. Harminchat éves korában megölte a tüdővész. A Nyugat csak két évvel később indult el, de a Nyugat prózaírói az egyik legfőbb előharcosukat tisztelték benne.
Felesége Marton Gizella volt, lánya Thury Erzsébet Regina Klára volt, aki 1918. december 8-án házasságot kötött Bächer Károly magánhivatalnokkal, Bächer Móric és Jonas Szidónia fiával.

## Művei
- Regénymesék (1894)
- Tárcanovellák (1894)
- Bolondok (1897)
- Ulrich főhadnagy és egyéb történetek (1898)
- Katonák (1898)
- Urak és parasztok (1899) Online
- Asszonyok (1900)
- Egyszerű történetek (1901)
- Útravaló (1901)
- Kende Miklós végrendelete és egyéb történetek (1903)
- Elbeszélések (1906)
- Az ember, aki haza ballagott (1907)
- Thury Zoltán összes művei (1908)[3][4] (Online változat)
  - I. kötet. Ketty és egyéb elbeszélések. (317 l.)
  - II. kötet. Emberhalál és egyéb elbeszélések. (308 l.)
  - III. kötet. A kapitány és egyéb elbeszélések. (317 l.)
  - IV. kötet. A sorompó és egyéb elbeszélések. (350 l.)
  - V. kötet. Színművek. (338 l.)
  - VI. kötet. Színművek, apróságok. (348 l.)
- Előbb meg kell halni (1959)
- Thury Zoltán: Útravaló – Benedek Elek: Testamentum (2004) ISBN 9638090553